# Oktaéderszámok

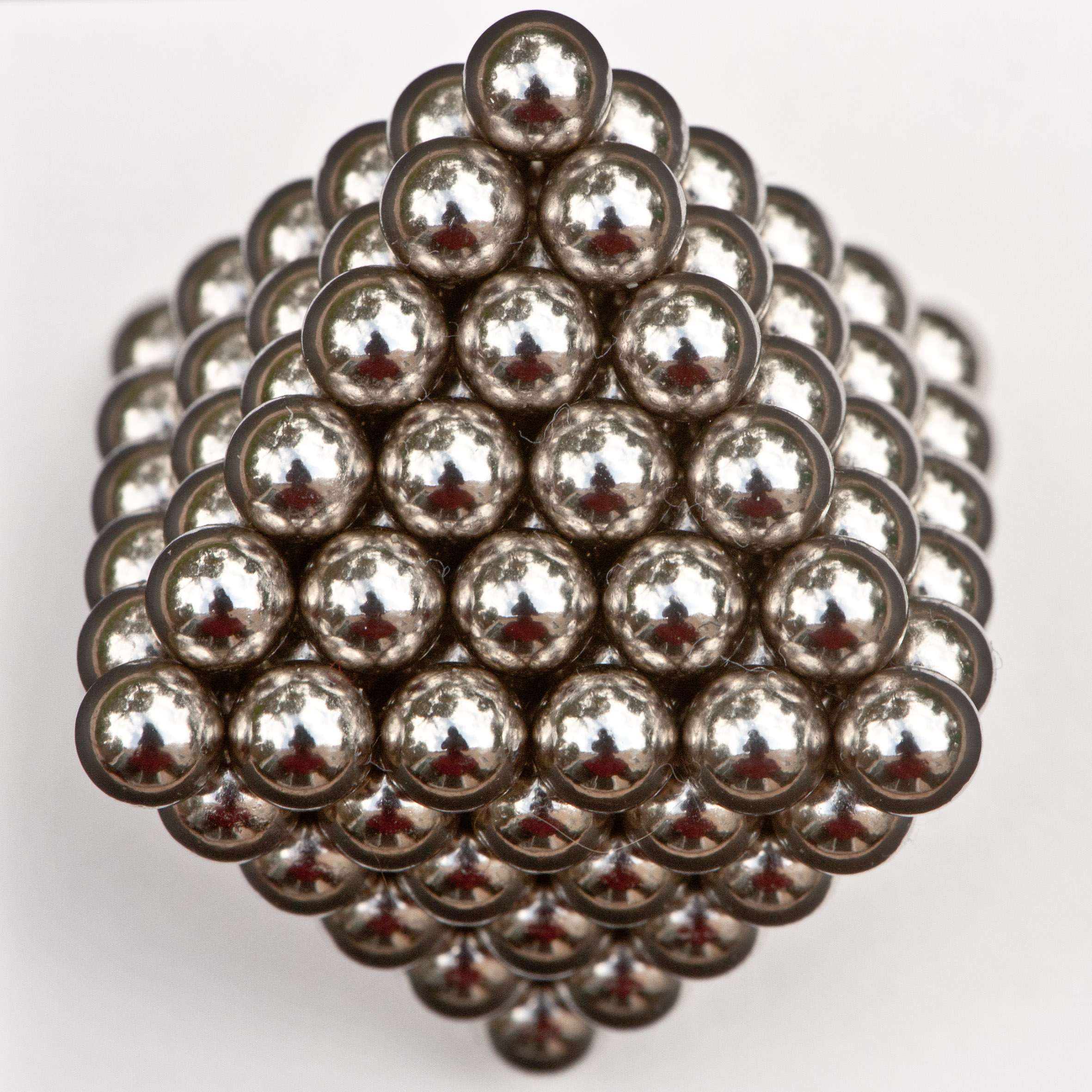
146, oktaéder formába pakolt mágneses golyóbis

A számelméletben az oktaéderszámok olyan poliéderszámok, illetve figurális számok, melyek a sűrűn pakolt gömbökből összeálló oktaéderekben részt vevő gömbök számát reprezentálják. Az n-edik oktaéderszám {\displaystyle O_{n}} a következő képlettel állítható elő:
{\displaystyle O_{n}={n(2n^{2}+1) \over 3}.}
Az első néhány oktaéderszám: 
1, 6, 19, 44, 85, 146, 231, 344, 489, 670, 891 (A005900 sorozat az OEIS-ben).

## Tulajdonságai, alkalmazásai
Az oktaéderszámok generátorfüggvénye:
{\displaystyle {\frac {z(z+1)^{2}}{(z-1)^{4}}}=\sum _{n=1}^{\infty }O_{n}z^{n}=z+6z^{2}+19z^{3}+\cdots .}
Sir Frederick Pollock  1850-es sejtése szerint bármely szám felírható legfeljebb 7 oktaéderszám összegeként.

## Kapcsolat más figurális számokkal

### Négyzetes piramisszámok

Négyzetes piramisok, melyek minden rétege középpontos négyzetszámú kockából áll. Mindegyik piramisban a kockák teljes száma oktaéderszámot ad.

A gömbök oktaéderes pakolása felosztható két négyzetes piramissá, az egyik fejjel lefelé a másik alatt, négyzet keresztmetszettel elválasztva. Ezért az n-edik oktaéderszám {\displaystyle O_{n}} megkapható két egymást követő négyzetes piramisszám összeadásával:
{\displaystyle O_{n}=P_{n-1}+P_{n}.}

### Tetraéderszámok
Ha {\displaystyle O_{n}} az n-edik oktaéderszám és {\displaystyle T_{n}} az n-edik tetraéderszám, akkor
{\displaystyle O_{n}+4T_{n-1}=T_{2n-1}.}
Ez azt a matematikai tényt fejezi ki, hogy egy oktaéder négy, nem egymás melletti lapjához tetraédert ragasztva kétszeres méretű tetraédert kapunk. Egy másik lehetőség, hogy egy oktaéder felosztható négy tetraéderre oly módon, hogy mindegyiknek két összeérő lapja van:
{\displaystyle O_{n}=T_{n}+2T_{n-1}+T_{n-2}.}

### Középpontos négyzetszámok
Két egymást követő oktaéderszám különbsége középpontos négyzetszám:
{\displaystyle O_{n}-O_{n-1}=C_{4,n}=n^{2}+(n-1)^{2}.}
Ezért az oktaéderszámok kifejezik a középpontos négyzetek egymásra helyezésével kapott négyzetes piramis pontjainak számát is; ami miatt 1575-ös könyvében, az Arithmeticorum libri duo-ban Francesco Maurolico "pyramides quadratae secundae"-nek nevezte ezeket a számokat.

## Fordítás
- Ez a szócikk részben vagy egészben az Octahedral number című angol Wikipédia-szócikk ezen változatának fordításán alapul.  Az eredeti cikk szerkesztőit annak laptörténete sorolja fel. Ez a jelzés csupán a megfogalmazás eredetét és a szerzői jogokat jelzi, nem szolgál a cikkben szereplő információk forrásmegjelöléseként.